# Garra trewavasai
Garra trewavasai är en fiskart som beskrevs av Monod, 1950. Garra trewavasai ingår i släktet Garra och familjen karpfiskar. IUCN kategoriserar arten globalt som akut hotad. Inga underarter finns listade i Catalogue of Life.